# Джамия на Омар
Джамията на Омар (на арабски: مسجد عمر بن الخطاب) е мюсюлмански храм в Йерусалим, който се намира във вътрешния двор, южно от църквата „Въкресение Христово“, в която е главното християнско светилище - Божи гроб.

## История
Според легендата, след като Йерусалим е превзет от неверниците по времето на Ираклий, халифът Омар бил поканен да се моли от Софроний Ерусалимски в християнския храм, но той отказал като мюсюлманин и се молил в двора на Храма. По повод на това предание, Саладин изградил на мястото мюсюлмански храм през 1193 г. Към джамията е изградено минаре с височина 15 метра, което било построено през 15 век – някъде до 1465 г.
Джамията е основно обновена по времето на султан Абдул Меджид I (1839-1861).